# شیخ عبدالرحمان
شیخ عبدالرحمان (انگلیسی: S. A. Rahman; زاده ۴ ژوئن ۱۹۰۳ – درگذشته ۲۵ ژوئیهٔ ۱۹۹۰) قاضی اهل پاکستان بود. وی در سال ۱۹۶۸ قاضی ارشد پاکستان بوده‌است.